# Zona da Mata Paraibana
Zona da Mata Paraibana è una mesoregione dello Stato di Paraíba in Brasile.

## Microregioni
È suddivisa in 4 microregioni:
- João Pessoa
- Litoral Norte
- Litoral Sul
- Sapé